# Вотчинське сільське поселення
Вотчи́нське сільське поселення (рос. Вотчинское сельское поселение) — муніципальне утворення у складі Сисольського району Республіки Комі, Росія. Адміністративний центр — село Вотча.

## Населення
Населення — 174 особи (2017, 202 у 2010, 274 у 2002, 378 у 1989).

## Склад
До складу поселення входять такі населені пункти:
| Населений пункт  | Населення, осіб (1989) | Населення, осіб (2002) | Населення, осіб (2010) |
| ---------------- | ---------------------- | ---------------------- | ---------------------- |
| Велпом, присілок | 24                     | 19                     | 6                      |
| Вотча, село      | 126                    | 60                     | 40                     |
| Кирув, присілок  | 86                     | 56                     | 46                     |
| Ляпін, присілок  | 90                     | 98                     | 86                     |
| Ягдор, присілок  | 52                     | 41                     | 24                     |